# 辻一彦
辻 一彦（つじ かずひこ、1924年12月10日 - 2008年9月5日）は、日本の政治家。参議院議員（1期）、衆議院議員（5期）を歴任。福井県遠敷郡口名田村（現・福井県小浜市）谷田部出身。長男は、福井県議会議員だった辻一憲。次男は、衆議院議員、元青森大学社会学部教授の辻英之。

## 概要
1941年千葉農業専門学校（千葉大学園芸学部の前身）を卒業し教師や農業講習所講師を経て1971年の第9回参議院議員通常選挙で日本社会党公認で福井県選挙区で当選。1977年の第11回参議院議員通常選挙で落選。
1983年の第37回衆議院議員総選挙に無所属で出馬、当選を果たすも後に社会党を除名される。
1985年、院内会派「社会党・護憲共同」に参加、1986年第38回衆議院議員総選挙では社会党推薦で再選し、同年12月復党。
1993年、社会党シャドーキャビネットの農林水産委員長に就任（前任は村沢牧）。
社民党から旧民主党の結党を経て民主党の結成に参加。翌年9月の民主党代表選挙では横路孝弘の推薦人となる。
小選挙区比例代表並立制に移行した1996年の第41回衆議院議員総選挙では福井3区から出馬し当選。2000年の第42回衆議院議員総選挙では前回破った新人高木毅に敗れて落選し、そのまま政界を引退した。2008年9月5日肺炎で死去。叙正四位。